# Юфрус
Юфрус (араб. يفرس‎) — деревня на юго-западе Йемена, на территории мухафазы Таиз.

## Географическое положение
Деревня находится в центральной части мухафазы, в горной местности йеменского хребта, на высоте 1265 метров над уровнем моря.
Юфрус расположен на расстоянии приблизительно 14 километров к юго-западу от Таиза, административного центра мухафазы и на расстоянии 203 километров к юго-юго-западу (SSW) от Саны, столицы страны.

## Население
По данным переписи 2004 года численность населения Юфруса составляла 2444 человек.

## Транспорт
Ближайший аэропорт — Международный аэропорт Таиза.